# كرة القدم في قطر
كرة القدم في قطر تنظم بواسطة اتحاد قطر لكرة القدم. كرة القدم هي الرياضة رقم واحد في قطر.